# Takanao Satō
Takanao Satō (佐藤孝尚?, Satō Takanao; Tokyo, 19 gennaio 1933) è un pallanuotista giapponese.
Ha partecipato, come membro del Giappone, ai Giochi di Roma 1960, partecipando al torneo di pallanuoto.
Ha vinto 1 argento ed 1 oro, rispettivamente ai Giochi asiatici del 1954 e del 1958.